# Кільця Кайзера — Флайшера
Кільця Кайзера — Флайшера (КФ кільця) — жовто-зелені або зелено-коричневі кільця, що обводять рогівку ока. Вони з'являються при накопиченні міді на десцеметовій мембрані як результат деяких захворювань печінки.

## Етимологія
Названо на честь німецьких лікарів Бернгарда Кайзера (нім. Bernhard Kayser) та Бруно Отто Флайшера (нім. Bruno Otto Fleischer), які 1902 та 1903 року вперше описали цю ознаку.

## Опис
Мідь у вигляді кілець накопичується у місці, де рогівка переходить у склеру, на десцеметовій мембрані, спочатку у формі півмісяця на верхньому полюсі рогівки. Відтак нижче утворюється другий «півмісяць», що завершує обвід рогівки.

## Причини появи
1934 року було розвіяне міф про те, що ці кільця утворюються у результаті накопичення срібла.
Кільця Кайзера — Флайшера є важливою діагностичною ознакою (симптомом) хвороби Вільсона, що характеризується накопиченням міді в організмі, що негативно впливає на базальні ядра мозку, спричинює цироз печінки, спленомегалію, несвідомі рухи, м'язову ригідність, порушення психіки, дистонію та дисфагію.
Також кільця спостерігають при хронічному отруєнні міддю (наприклад, при годуванні дітей молоком, нагрітим у мідному посуді чи вживанні води з підвищеним вмістом міді).
Іншою причиною виникнення КФ кілець є холестатичний синдром (руйнування жовчних шляхів), цироз жовчного міхура та «криптогенний» цироз (цироз, причину якого не можливо визначити).